# Mistrzostwa Polski w Łyżwiarstwie Szybkim w Wieloboju Sprinterskim 1988
7. Mistrzostwa Polski w wieloboju sprinterskim odbyły się w dniach 23-25 stycznia 1988 roku na torze Stegny w Warszawie.

## Kobiety
| Pozycja | Zawodniczka     | Klub              | 500 m | Pkt. | 1000 m | Pkt. | 500 m | Pkt. | 1000 m | Pkt. | Suma pkt. |
| ------- | --------------- | ----------------- | ----- | ---- | ------ | ---- | ----- | ---- | ------ | ---- | --------- |
| 01 !    | Zofia Tokarczyk | AZS Zakopane      |       |      |        |      |       |      |        |      | 175,885   |
| 02 !    | Aneta Rękas     | Olimpia Elbląg    |       |      |        |      |       |      |        |      | 183,595   |
| 03 !    | Ewa Borkowska   | Marymont Warszawa |       |      |        |      |       |      |        |      | 183,825   |

## Mężczyźni
| Pozycja | Zawodnik         | Klub           | 500 m | Pkt. | 1000 m | Pkt. | 500 m | Pkt. | 1000 m | Pkt. | Suma pkt. |
| ------- | ---------------- | -------------- | ----- | ---- | ------ | ---- | ----- | ---- | ------ | ---- | --------- |
| 01 !    | Jerzy Dominik    | Legia Warszawa |       |      |        |      |       |      |        |      | 162,280   |
| 02 !    | Tomasz Jankowski | Legia Warszawa |       |      |        |      |       |      |        |      | 162,740   |
| 03 !    | Grzegorz Baran   | Legia Warszawa |       |      |        |      |       |      |        |      | 166,570   |